# Опросник большой депрессии
Опросник большой депрессии (англ. Major Depression Inventory ) — тест самооценки, разработанный Всемирной Организацией Здравоохранения, для скрининга, выявления и определения тяжести большого депрессивного расстройства.
Опросник большой депрессии разработан на основании диагностических критериев депрессивного расстройства по МКБ-10 и DSM-IV-TR. Пункты опросника состоят из вопросов, каждый из которых отражает отдельный симптом депрессии. Тяжесть симптомов определяется на основе самооценки пациента, который отмечает степень выраженности депрессивных симптомов по шкале Лайкерта, указывая частоту возникновения признаков депрессии.
Согласно проведенным исследованиям, опросник большой депрессии показал высокую чувствительность в выявлении случаев депрессивного расстройства и степени тяжести депрессии.